# Arquiña de Vilaseco
L'Arquiña de Vilaseco est un dolmen situé près du hameau de Vilaseco de la paroisse de Castrelo, dans la commune de Vimianzo, dans la province de La Corogne, en Galice, en Espagne.

## Description
L'Arquiña de Vilaseco n'a pas fait l'objet d'une fouille approfondie. Le dolmen était surmonté d'un tumulus de 37 × 32 m, dont les vestiges, qui s'élèvent jusqu'à 3 mètres par endroits, laissent apparaitre le haut de certaines des pierres du dolmen, à savoir quatre orthostates de la chambre funéraire, un orthostate du couloir et une dalle de couverture. On estime que certaines des pierres ont été réemployées dans un petit muret agricole qui surmonte en partie l'édifice.

## Protection
Le dolmen a été déclaré Bien d'intérêt culturel en 2011 sous la cote GA15092004. Il fait partie du Parc archéologique mégalithique de la Costa da Morte.